# John Ponsonby
John Brabazon Ponsonby, Primer Vizconde Ponsonby, (1770 - 22 de febrero de 1855) fue un político y diplomático británico y caballero gran cruz de la Orden del Baño.

## Biografía
Poseyendo el título nobiliario inglés de lord, fue integrante de la Cámara de los Comunes entre 1793 y 1802. Durante los años siguientes se dedicó a administrar la herencia de su padre.
A partir de 1826, a pedido de Jorge IV de Inglaterra, fue enviado en sucesivas misiones diplomáticas debido a que pretendía a la amante del rey. Ese año viajó como Ministro Plenipotenciario del Reino Unido al Río de la Plata durante la Guerra de las Provincias Unidas del Río de la Plata y el Imperio del Brasil. Actuó en la intermediación entre las Provincias Unidas del Río de la Plata y el Imperio de Brasil, proponiendo como solución definitiva la independencia de la Provincia Oriental, creándose a través de la Convención Preliminar de Paz el Estado Oriental del Uruguay en 1828. Fue determinante para el derrocamiento y posterior fusilamiento de Manuel Dorrego.
En 1830 fue enviado a Bélgica a promover el ascenso de Leopoldo I al trono de ese reino.
Posteriormente fue enviado extraordinario al Reino de Nápoles y embajador británico en Constantinopla (1832 a 1841) y Viena (1846 a 1850). Escribió unas "Cartas privadas sobre la cuestión oriental", publicadas en Brighton en 1854.
Falleció en Londres en 1855.